# Nasra Agil
Nasra Agil (tiếng Somalia: Nasra Cagil; tiếng Ả Rập: نصرة العقيل) là một kỹ sư và doanh nhân người Somalia - Canada. Cô đã tham gia vào một loạt các chương trình và sáng kiến phục vụ cộng đồng, và đã được trao Giải thưởng Quốc tế của Công tước xứ Edinburgh - Canada.

## Cuộc sống cá nhân
Agil được sinh ra ở Somalia. Cô và gia đình sau đó chuyển đến Canada. Khi còn là thiếu niên, Agil đã giúp đưa ra nhiều sáng kiến phục vụ cộng đồng. Cô tổ chức các chương trình thanh thiếu niên, hội thảo kỹ năng sinh tồn, chơi giáo dục và các hoạt động thể thao. Đối với giáo dục đại học của mình, Agil học ngành kỹ thuật dân dụng tại Đại học Ryerson ở Toronto. Cô tốt nghiệp trường đại học danh dự năm 2005, lấy bằng Cử nhân Kỹ thuật. Nasra tốt nghiệp đứng đầu lớp tại Đại học Ryerson và được ghi nhận là một trong những phụ nữ đầu tiên được biết đến của người Somalia có bằng kỹ sư ở Canada. Cô cũng nhận được giải thưởng danh dự của Hiệp hội danh dự quốc tế Golden Key vì thành tích học tập xuất sắc.

## Sự nghiệp
Agil bắt đầu sự nghiệp kỹ sư dân dụng của mình với tư cách là một thanh tra đường bộ cho bộ phận Dịch vụ Vận tải của chính quyền Thành phố Toronto. Sau khoảng thời gian hai năm, cô chuyển đến Dubai, Các tiểu vương quốc Ả Rập thống nhất, đã phát triển thành một trong những trung tâm toàn cầu chính để phát triển bất động sản lớn. Năm 2007, Agil gia nhập Cansult, một công ty kỹ thuật Canada có trụ sở tại Dubai và là một trong những nhà khai thác công nghiệp lớn nhất ở Trung Đông. Sau đó, cô làm cố vấn cho Nakheel, nhà phát triển bất động sản lớn nhất tại UAE. Cô cũng là một kỹ sư giao thông cao cấp cho Cơ quan quản lý đường bộ của thành phố Dubai.
Năm 2012, Agil trở lại Somalia để đóng góp cho quá trình tái thiết sau xung đột tại địa phương. Sau đó, cô đã mở cửa hàng đồng đô la đầu tiên của đất nước.

## Giải thưởng
Để ghi nhận công việc xã hội của mình, Agil đã được trao tặng Giải thưởng Quốc tế của Công tước xứ Edinburgh - Canada bởi Toàn quyền Canada. Cô cũng nhận được nhiều giải thưởng học tập khác nhau cho thành tích học thuật của mình trong khi vẫn là một sinh viên danh dự, bao gồm Giải thưởng Hiệp hội Danh dự Quốc tế Golden Key.